# Kudelia Aina Bernstein
Kudelia Aina Bernstein es uno de los personajes principales de Mobile Suit Gundam: Iron-Blooded Orphans. Es hija de Norman Bernstein, un diplomático de la Región Autónoma Chryse de Marte. A lo largo de la serie, ella busca la independencia de las diversas regiones autónomas marcianas por el método más pacífico posible. Al principio de la historia se dirige a la tierra como el símbolo de la Independencia de Marte, con el objetivo de la Independencia en mente contrata a una agencia de seguridad privada (CGS) con la finalidad de que la escolten hasta la tierra.           

## Biografía

### Apariencia
Kudelia tiene el pelo rubio muy largo, que suele atar en una cola de caballo baja o alta. Sus ojos son violetas.
A diferencia de la mayoría de los personajes de la serie, ella usa una variedad de atuendos. Uno de sus conjuntos principales es un vestido rojo de estilo victoriano con volantes blancos, un lazo negro, guantes blancos y botas marrones. Su otro atuendo principal consiste en una blusa blanca debajo de un blazer negro y una corbata roja. Ocasionalmente, cuando está estacionada en el cuartel militar de seguridad de Chryse Guard / Tekkadan, usa una camisa blanca informal con pantalones de oliva.

### Personalidad
Kudelia es una mujer fuerte, valiente y dispuesta a arriesgar su vida para luchar por sus ideales y proteger a aquellos que son preciosos para ella. Ella tiene un gran amor por Marte y su gente, lo que la llevó a comenzar la apuesta de Mar por la independencia de la Tierra. Su vida protegida le dio una perspectiva algo ingenua sobre el sufrimiento del pueblo marciano. Fue solo después de viajar con Tekkadan que desarrolló una mayor comprensión mundana de los problemas que sufrían los marcianos. A lo largo de su tiempo con Tekkadan, desarrolla vínculos estrechos con el grupo, especialmente con Mikazuki y Atra. Ella es muy leal con quienes se ganan su confianza, nunca duda de ellos y está a su lado.
Es pacifista por naturaleza, siempre busca la mejor solución con el menor derramamiento de sangre. Ella aspira a ser un símbolo de esperanza para la gente de Marte. En un principio es algo ingenua frente a los problemas que afectan a las clases más desfavorecidas.

### Historia
Kudelia Aina Bernstein es la hija de Norman Bernstein, un diplomático de la Región Autónoma Chryse de Marte, donde también reside. Asistió a Chris College donde estudió historia y economía. Durante una asamblea, pronunció un discurso pidiendo la independencia de Marte de la Tierra, lo que le valió a sus partidarios de todo el (antiguo) planeta rojo (que ahora es hospitalario para mantener la vida como la Tierra). La seguridad de la Guardia Chryse fue contratada para protegerla y acompañarla a la Tierra para reuniones diplomáticas, pero luego se disolvió y fue reemplazada por su sucesor, el Tekkadan .
A lo largo de la serie, Kudelia a menudo compite con Atra Mixta por Mikazuki afecto , y Kudelia incluso recibe un beso de Mikazuki en un momento. Finalmente, es Atra quien tiene éxito después de que Mikazuki admite a Kudelia que está planeando concebir un hijo con Atra. Al principio, Kudelia está conmocionada e incluso desconsolada, pero luego acepta la unión.
En la batalla final, Tekkadan logra derrotar a sus archienemigos, pero lamentablemente Mikazuki es asesinado como resultado. Sabiendo que Atra ahora es una viuda y que su hijo Akatsuki ahora no tiene padre, Kudelia toma la decisión final de pasar tanto tiempo como ha ayudado a Atra a criar a Akatsuki en su casa en la granja de Sakura, convirtiéndose así en la madrina de Akatsuki.
Su estatus real no es fallecida, pues este no proviene de una fuente canónica de la cronología de las series de Gundam, si no de un crossover no canónico.